# Albert V de Baviera
Albert V de Wittelsbach o de Baviera, conegut amb el sobrenom d'el Magnànim, (en alemany Albrecht V der Grossmutige) va néixer a Múnic (Alemanya) el 29 de febrer de 1528 i va morir a la mateixa ciutat el 24 d'octubre de 1579. Era un noble alemany de la Casa de Wittelsbach, fill de Guillem IV de Baviera (1493-1550) i de Maria Jacobea de Baden-Sponheim (1507-1580).
Va ser duc de Baviera des de 1550 fins a la seva mort. Albert va ser educat a Ingolstadt sota la tutela de professors catòlics. Amb el seu matrimoni amb l'arxiduquessa d'Àustria, va resoldre un llarg litigi existent entre el ducat de Baviera i la Casa d'Habsburg. D'aquesta manera es va poder dedicar als afers interns del seu país. Aviat es convertí en el líder alemany de la contrareforma, convençut que la causa del catolicisme anava lligada inseparablement amb l'interès de la Casa de Wittelsbach. Amb tot, especialment en els darrers anys, va cedir bona part de la gestió de govern als seus col·laboradors.
Va exercir com a protector de les arts, i ell mateix va aplegar-ne diverses col·leccions, a més de fundar la Biblioteca de la Cort de Múnic, que es va convertir en un dels centres culturals de Baviera.

## Matrimoni i fills
El 4 de juliol de 1546 es va casar a Ratisbona amb Anna d'Habsburg (1528-1590), filla de l'emperador Ferran I (1503-1564) i d'Anna d'Hongría (1503-1547). El matrimoni va tenir set fills:
- Carles, nascut i mort el 1547.
- Guillem (1548-1626), casat amb Renata de Lorena (1544-1602).
- Ferran (1550-1608), casat amb Maria Pettembeck (1573-1619).
- Maria Anna (1551-1608), casada amb Carles II d'Estíria (1540-1590).
- Maximiliana Maria (1552-1614)
- Frederic (1553-1554)
- Ernest (1554-1612).